# Trilha Sonora de Mortal Kombat
A Trilha Sonora de Mortal Kombat é uma compilação de músicas de diferentes artistas, lançado para acompanhar o filme Mortal Kombat. As três músicas da Stabbing Westward, Lies, Lost and Can't Happen Here, do álbum Ungod, também fizeram parte do filme, mas no entanto, por a banda achar que o filme não se daria bem nos cinemas, eles optaram por não permitir que as músicas fossem incluídas na trilha sonora oficial.
O vocalista Burton C. Bell é o único artistas que contém duas músicas no álbum; sendo a primeira com sua banda, Fear Factory, e depois com o seu projeto, GZR.

## Lista de Faixas
| N.º | Título                                                | Artist                             | Duração |  |
| 1.  | "Taste Of Things To Come"                             | George S. Clinton                  | 0:48    |  |
| 2.  | "Goodbye (Demo)"                                      | Gravity Kills                      | 3:11    |  |
| 3.  | "Juke Joint Jezebel (Giorgio Moroder Metropolis Mix)" | KMFDM                              | 5:16    |  |
| 4.  | "Unlearn (Josh Wink's Live Mix)"                      | Psykosonik                         | 4:50    |  |
| 5.  | "Control (Juno Reactor Instrumental)"                 | Traci Lords                        | 6:26    |  |
| 6.  | "Halcyon + On + On"                                   | Orbital                            | 9:24    |  |
| 7.  | "Utah Saints Take On The Theme From Mortal Kombat"    | Utah Saints                        | 3:00    |  |
| 8.  | "The Invisible"                                       | G//Z/R                             | 3:43    |  |
| 9.  | "Zero Signal"                                         | Fear Factory                       | 5:57    |  |
| 10. | "Burn"                                                | Sister Machine Gun                 | 4:45    |  |
| 11. | "Blood & Fire (Out Of The Ashes Mix)"                 | Type O Negative                    | 4:28    |  |
| 12. | "I Reject"                                            | Bile                               | 2:47    |  |
| 13. | "Twist The Knife (Slowly)"                            | Napalm Death                       | 2:51    |  |
| 14. | "What U See/We All Bleed Red"                         | Mutha's Day Out                    | 4:10    |  |
| 15. | "Mortal Kombat (Techno-Syndrome 7" Mix)"              | The Immortals                      | 3:24    |  |
| 16. | "Goro Vs. Art"                                        | George S. Clinton feat. Buckethead | 2:59    |  |
| 17. | "Demon Warriors/Final Kombat"                         | George S. Clinton                  | 3:49    |  |

## Recepção
| Críticas profissionais | Críticas profissionais |
| Avaliações da crítica  | Avaliações da crítica  |
| Fonte                  | Avaliação              |
| ---------------------- | ---------------------- |
| Allmusic               | [ 1 ]                  |

Como o filme arrecadou mais de 100 milhões de dólares em todo o mundo, a trilha sonora foi platina por 10 dias, alcançando o 10° lugar na Billboard 200. Sua popularidade inspirou o álbum Mortal Kombat: More Kombat.